# Черга з пріоритетом
Черга з пріоритетами (англ. priority queue) — це структура даних, що призначена для обслуговування множини елементів, кожний з яких додатково має "пріоритет", пов'язаний з ним.  У пріоритетній черзі першим обслуговується елемент, який має найвищий пріоритет, відповідно елемент, що має найнижчий пріоритет буде обслугований останнім. У деяких реалізаціях, якщо два елементи мають однаковий пріоритет, вони подаються відповідно до порядку, в якому вони були закладені, в той час як в інших реалізаціях упорядкування елементів з однаковим пріоритетом не визначено.
Хоча черги з пріоритетами часто реалізуються купами, вони концептуально відрізняються від них. Черга пріоритетів - це абстрактне поняття, як "список" або "карта"; так само, як список може бути реалізована зв'язаним списком або масивом, черга з пріоритетом може бути реалізована купою або безліччю інших методів, таких як невпорядкований масив. 

## Операції
Черга з пріоритетами повинна підтримувати принаймні такі операції:
- is_empty: перевіряє, чи черга порожня.
- insert_with_priority: додає елемент до черги з відповідним йому пріоритетом.
- pull_highest_priority_element: вилучає з черги елемент, що має найвищий пріоритет, повертаючи його.

Інші назви: "pop_element (Off)", "get_maximum_element" або "get_front (most) _element".
Деякі конвенції змінюють порядок пріоритетів, вважаючи, що менші значення мають вищий пріоритет, тому це може бути відоме як "get_minimum_element", і часто в літературі називається "get-min".

Також цю операцію можна замінити двома окремими функціями: "peek_at_highest_priority_element" і "delete_element", які можуть бути об'єднані для створення "pull_highest_priority_element".
Крім того, peek (у цьому контексті часто називається find-max або find-min), що повертає елемент з найвищим пріоритетом, але не змінює чергу, часто реалізується, і майже завжди виконується за час {\displaystyle O(1)}. Ця операція та її продуктивність {\displaystyle O(1)}мають вирішальне значення для багатьох застосувань пріоритетних черг.
Сучасніші реалізації можуть підтримувати складніші операції, такі як pull_lowest_priority_element, що перевіряє перші кілька елементів з найвищим або найнижчим пріоритетом, очищаючи чергу, очищаючи підмножини черги, виконуючи пакетну вставку, об'єднуючи дві або більше черг в одну, збільшуючи пріоритет будь-якого елемента тощо.

## Використання черги з пріоритетом для сортування
З точки зору обчислювальної складності, пріоритетні черги узгоджуються з алгоритмами сортування. Семантика пріоритетних черг, пропонує метод сортування: вставляти всі елементи, які слід сортувати, в чергу пріоритетів, і послідовно видаляти їх, таким чином вони виходитимуть у відсортованому порядку. Насправді це процедура, яка використовується кількома алгоритмами сортування, після видалення рівня абстракції, що надається чергою пріоритету. Цей метод сортування еквівалентний таким алгоритмам сортування:
| Назва                        | Реалізація пріоритетної черги       | Найкраща швидкодія       | Середня швидкодія        | Найгірша швидкодія       |
| ---------------------------- | ----------------------------------- | ------------------------ | ------------------------ | ------------------------ |
| Пірамідальне сортування      | Купа                                | {\displaystyle n\log(n)} | {\displaystyle n\log(n)} | {\displaystyle n\log(n)} |
| Плавне сортування            | Купа Леонардо                       | {\displaystyle n}        | {\displaystyle n\log(n)} | {\displaystyle n\log(n)} |
| Сортування вибором           | Невпорядкований масив               | {\displaystyle n^{2}}    | {\displaystyle n^{2}}    | {\displaystyle n^{2}}    |
| Сортування включенням        | Впорядкований масив                 | {\displaystyle n}        | {\displaystyle n^{2}}    | {\displaystyle n^{2}}    |
| Сортування двійковим деревом | Збалансоване двійкове дерево пошуку | {\displaystyle n\log(n)} | {\displaystyle n\log(n)} | {\displaystyle n\log(n)} |

## Реалізація

### Прості реалізації
Існує багато простих способів реалізації черги з пріоритетами, проте, як правило, вони не є ефективними. Такі способи допомагають краще зрозуміти, що таке пріоритетна черга. Наприклад, можна зберегти всі елементи в невпорядкованому списку. У цьому випадку кожного разу, щоб отримати елемент з найвищим пріоритетом, потрібно буде виконувати пошук по всіх елементах списку. (У великій O-нотації: {\displaystyle O(1)}час вставки, {\displaystyle O(n)}час витягування за рахунок пошуку.)

### Звичайна реалізація
Щоб підвищити продуктивність, черги з пріоритетами зазвичай використовують купу як свою магістраль, даючи {\displaystyle O(\log n)}продуктивність для вставок і вилучень, і {\displaystyle O(n)}для початкової побудови. Різновиди базових куп, такі як купа сполучень або купа Фібоначчі, можуть надати кращі асимптотичні розміри для деяких операцій. 
Альтернативно, коли використовується самозбалансоване двійкове дерево пошуку, вставка і видалення також займають час {\displaystyle O(\log n)}, хоча побудова дерев з існуючих послідовностей елементів займає час {\displaystyle O(n\log n)}, що характерно, при наявності доступу до цих структур даних, наприклад, із сторонніх або стандартних бібліотек.

### Спеціалізовані купи
Існує декілька спеціалізованих структур даних – куп, які або забезпечують додаткові операції, або покращують реалізації на основі куп для конкретних типів ключів, зокрема цілочислових ключів.
- Коли набір ключів дорівнює {1, 2, ..., C}, і потрібні лише insert, find-min та extract-min , чергу відра можна сконструювати як масив зв'язаних списків C, з вказівником на верхню частину (спочатку C). Вставка елемента з ключем k додає елемент до k-комірки, і оновлює top ← min (top, k), обидві операції виконуються за сталий час. Extract-min видаляє та повертає один елемент зі списку з вершиною індексу, після чого збільшує вершину, якщо це необхідно, доки він знову не буде вказувати на непустий список. Це займає час {\displaystyle O(C)}у найгіршому випадку. Такі черги корисні для сортування вершин графу за їхнім степенем.
- Для набору ключів {1, 2, ..., C} дерево ван Емде Боаса підтримуватиме minimum, maximum, insert, delete, search, extract-min, extract-max, predecessor і successor операції в {\displaystyle O(\log \log C)}час, але має простір для малих черг близько O(2m/2) , де m - кількість бітів у значенні пріоритету.
- Алгоритм дерева злиття Фредмана і Вілларда реалізує мінімальну операцію за час {\displaystyle O(1)}і операції insert  і extract-min в {\displaystyle O({\sqrt {\log n}})}час, однак автор стверджує, що: "Наші алгоритми мають лише теоретичний інтерес. Постійні фактори, що беруть участь у часі виконання, виключають практичність".

Для додатків, які виконують багато операцій "peek" для кожної операції "extract-min" складність часу для peek може бути зменшена до {\displaystyle O(1)}у всіх реалізаціях дерев і куп, кешуванням елементу найвищого пріоритету після кожної вставки і видалення. Для вставки це додає не більше постійної вартості, оскільки знову вставлений елемент порівнюється тільки з раніше кешованим мінімальним елементом. Для видалення це максимум спричинює додаткові витрати, які зазвичай дешевші, ніж вартість видалення, тому на загальну складність часу суттєво не впливає.
Монотонні пріоритетні черги - це спеціалізовані черги, які оптимізовані для випадку, коли не вставляється жоден елемент, що має нижчий пріоритет (у випадку min-heap), ніж будь-який попередньо витягнутий елемент. Це обмеження задовольняється кількома практичними застосуваннями пріоритетних черг.

### Приклад реалізації
Приклад реалізації пріоритетної черги на C++ за допомогою двозв'язного списку:
```
#include
 
<iostream>

#include
 
<list>

using
 
namespace
 
std
;

struct
 
Pair

{

	
char
 
value
;

	
size_t
 
priority
;

	
Pair
(
char
 
v
,
 
size_t
 
p
)
:

		
value
(
v
),

		
priority
(
p
)

	
{}

};

class
 
PriorityQueue

{

	
list
<
Pair
>
 
queue
;

public
:

	
void
 
enqueue
(
Pair
 
elem
)

	
{

		
for
 
(
auto
 
it
 
=
 
queue
.
begin
();
 
it
 
!=
 
queue
.
end
();
 
++
it
)

		
{

			
if
 
(
it
->
priority
 
>
 
elem
.
priority
)

			
{

				
queue
.
insert
(
it
,
 
elem
);

				
return
;

			
}

		
}

		
queue
.
push_back
(
elem
);

	
}

	
char
 
dequeue
()

	
{

		
char
 
result
 
=
 
queue
.
front
().
value
;

		
queue
.
erase
(
queue
.
begin
());

		
return
 
result
;

	
}

	
size_t
 
size
()

	
{

		
return
 
queue
.
size
();

	
}

	
char
 
top
()

	
{

		
return
 
queue
.
front
().
value
;

	
}

	
bool
 
isEmpty
()

	
{

		
return
 
queue
.
size
()
 
==
 
0
;

	
}

};

```